# Маркова, Мария Георгиевна
Мария Георгиевна Маркова (7 июля 1929) — кандидат юридических наук, профессор. Заслуженный юрист Российской Федерации.

## Биография
Мария Георгиевна Маркова родилась в 1929 году. Её детские годы выпали на дни блокады Ленинграда. В 1953 году окончила Ленинградский государственный университет. С 1953 по 1956 год была аспирантом. В 1957 году защитила кандидатскую диссертацию. С 1957 по 1962 год была преподавательницей в Ленинградской специальной школе милиции. С 1980 по 1995 год была членом Ученого Совета Ленинградского государственного Университета. В 1994 году получила ученое звание профессора. Автор более 100 научных работ. Была научным руководителем 22 диссертационных исследований. В настоящее время преподаёт в вузах системы МВД.

## Основные работы
- «Понятие и содержание права общей собственности» (1957);
- «Советское гражданское право» (1987);
- «Договор о применении труда осужденных в деятельности хозяйственных организаций» (1990);
- «Договорная форма регулирования финансово-хозяйственных отношений и охраны собственности с участием органов внутренних дел» (1991);
- «Проблемы возмещения вреда, причиненного незаконными действиями органов дознания, предварительного следствия прокуратуры и суда» (2002).